# Leopold Doljak
Leopold Doljak, slovenski avtoprevoznik, organist in zborovodja, * 25. junij 1904, Grgar, † 29. junij 1952, Chiavari, Ligurija.

## Življenje in delo
Ljudski šolo je obiskoval v domačem kraju, nato se je vpisal na goriško gimnazijo in tu  končal tri razrede. Po 1. svetovni vojni pa še četrti razred v Trstu. V povojnih letih si je služil kruh  z zbiranjem in prodajo starega železa. Nato si je ustvaril pravo podjetje, kasneje pa opustil trgovanje s starim železom in  se posvetil avtoprevozništvu. Med 2. svetovno vojno je med drugim vozil hrano v taborišče Gonars. Ob gospodarskih težavah po 2. svetovni vojni je rešil podjetje tako, da ga je spremenil v družbo z omejeno odgovornostjo. Po smrti, umrl je v prometni nesreči, je njegovo podjetje prevzela goriška avtoprevozniška družba La Goriziana. 
Doljak je bil velik ljubitelj glasbe, še posebej petja. Ob delu je študiral pri Emilu Komelu in dopolnjeval svoje znanje pri Vinku Vodopivcu, ki ga je tudi redno oskrboval z notnim gradivom. Kot organist in zborovodja je deloval v rojstnem kraju. Kasneja je bil v Gorici organist v več cerkvah, tudi pri kapucinih in pel v več zborih. Nekaj časa je vodil moški pevski zbor v Pevmi pri Gorici in z njim nastopal na raznih prireditvah.